# 2. ožujka
2. ožujka (2. 3.) 61. je dan godine po gregorijanskom kalendaru (62. u prijestupnoj godini).
Do kraja godine ima još 304 dana.

## Događaji
- 1657. – U požaru u gradu Edo (današnji Tokio) poginulo 100.000 ljudi.
- 1836. – Republika Teksas proglašava neovisnost od Meksika.
- 1855. – Aleksandar II. postao ruski car.
- 1917. – Tijekom Februarske revolucije u Rusiji, car Nikola II. abdicirao i formirana privremena vlada Georgija Lvova.
- 1919. – U Moskvi osnovana Komunistička internacionala (Kominterna).
- 1921. – proglašena Labinska republika, pobuna istarskih rudara protiv nadolazeće talijanske fašističke politike.
- 1933. – Premijera filma King Kong
- 1939. – Kardinal Eugenio Pacelli izabran za papu pod imenom Pio XII.
- 1943. – II svjetski rat: australske i američke zračne snage napale su i uništile veliki konvoj japanske mornarice u bitki na Bismarckovom moru.
- 1946. – Ho Ši Min postaje predsjednik Sjevernog Vijetnama.
- 1949. – američki kapetan James Gallagher spustio se u bazu u Fort Worth u Teksasu, okončavši prvi let oko Zemlje bez spuštanja
- 1962. – Wilt Chamberlain na utakmici protiv Knicksa postiže 100 koševa, do danas neoboren rekord po postignutim koševima u NBA ligi
- 1998. – Na Europi, jednom od Jupiterovih mjeseca, otkrivena voda.
- 2008. – Dmitrij Medvedev izabran za Predsjednika Rusije.
- 2017. – Ustavni sud je nakon 26 godina odbacio prijedlog da se postojeći zakon o pobačaju proglasi neustavnim (sudac Miroslav Šumanović jedini protiv).
- 2025. – u Londonu održan summit čelnika Europske unije, Ukrajine i Kanade posvećen jačanju vojne i humanitarne potpore Ukrajini i mogućim mirovnim pregovorima.[1]

| - 1459. – papa Hadrijan VI. († 1523.) - 1810. – papa Lav XIII. († 1903.) - 1824. – Bedřich Smetana, češki skladatelj († 1884.) - 1849. – Teodor Georgiević, hrvatski političar († 1910.) - 1873. – Marija Jurić Zagorka, hrvatska književnica, autorica Gričke vještice i prva hrvatska novinarka († 1957.) - 1876. – papa Pio XII. († 1958.) - 1894. – Aleksandar Oparin, ruski biokemičar († 1980.) - 1904. – Theodor Seuss Geisel, američki pisac i crtač stripa († 1991.) - 1906. – Boris Demidovič, bjeloruski matematičar († 1977.) - 1912. – Vinko Nikolić, hrvatski emigrantski pisac i novinar († 1997.) - 1917. – Desi Arnaz, kubansko-američki glumac i glazbenik († 1986.) - ones, američka glumica († 2009.) - 1931. – Mihail Gorbačov, političar, posljednji predsjednik SSSR-a († 2022.) - 1937. – Abdelaziz Bouteflika, alžirski političar i predsjednik - 1942. – Lou Reed, američki glazbenik - 1945. – Tomislav Dretar, književnik, novinar, znanstvenik, političar, ratnik - 1947. – Harry Redknapp, engleksi nogometaš i trener - 1962. – Jon Bon Jovi, američki glazbenik - 1966. – José Boto, portugalski nogometni trener - 1968. – Daniel Craig, engleski glumac - 1972. – Rene Bitorajac, hrvatski glumac - 1972. – Tvrtko Jakovina, suvremeni hrvatski povjesničar - Mauricio Pochettino, argentinski nogometaš i trener - 1973. – Dejan Bodiroga, srbijanski košarkaš - 1977. – Chris Martin, britanski glazbenik - 1977. – Ivana Bolanča, hrvatska glumica - 1981. – Bryce Dallas Howard, američka glumica - 1982. – Kevin Kuranyi, njemački nogometaš - 1995. – Ema Mur, hrvatska glumica - 2003. – Lukas Kačavenda, hrvatski nogometaš nogometaš | - 277. – Mani, perzijski prorok i osnivač manihejstva (* 216.) - 986. – Lotar, francuski kralj (* 941.) - 1316. – Marija Bruce, škotska kraljica (* o. 1296.) - 1791. – John Wesley, engleski svećenik i osnivač metodizma (* 1703.) - 1835. – Franjo II., posljednji njemačko-rimski car, prvi austrijski car, i ugarsko-hrvatski kralj (* 1768.) - 1840. – Heinrich Wilhelm Olbers, njemački liječnik i astronom (* 1758.) - 1855. – Nikola I., ruski car (* 1796.) - 1895. – Berthe Morisot, francuska slikarica (* 1841.) - 1897. – Sava Bjelanović, srpski svećenik i političar (* 1850.) - 1914. – Franjo Iveković, hrvatski jezikoslovac (* 1834.) - 1919. – Robert von Klüber, njemački časnik (* 1873.) - 1923. – Sarah Bernhardt, francuska glumica (* 1844.) - 1930. – David Herbert Lawrence, engleski pisac (* 1885.) - 1939. – Howard Carter, engleski egiptolog (* 1873.) - 1943. – Mehmed Ali Ćerimović, hrvatski pisac iz BiH (* 1872.) - 1964. – Paul von Lettow-Vorbeck, njemački general (* 1870.) - 1975. – Ivo Dulčić, hrvatski slikar (* 1916.) - 1982. – Philip K. Dick, američki znanstveno fantastični pisac (* 1928.) - 1983. – Bratoljub Klaić, hrvatski jezikoslovac, kroatist i prevoditelj (* 1909.) - 1987. – Randolph Scott, američki glumac (* 1898.) - 1991. – Serge Gainsbourg, francuski pjevač i tekstopisac (* 1928.) - 1992. – Sandy Dennis, američka glumica (* 1937.) - 1999. – Dusty Springfield, britanska glazbenica (* 1939.) - 2000. – Erik Bertil Holmberg, švedski astronom (* 1908.) - 2002. – Ivo Latin, hrvatski političar (* 1929.) - 2004. – Mercedes McCambridge, američka glumca (* 1916.) - 2011. – Ante Dorić, osnivač Torcide (* 1927.) - 2014. – Alain Resnais, francuski redatelj (* 1922.) |

## Blagdani i spomendani
- Dan rudara

## Imendani
- Iskra
- Ines
- Čedomil
- Lucije

1. ↑  Summit u Londonu: Francuska i Velika Britanija rade na mirovnom planu